# Martin Čater
Martin Čater (Celje, 20 december 1992) is een Sloveense alpineskiër. Hij vertegenwoordigde zijn vaderland op de Olympische Winterspelen 2018 in Pyeongchang.

## Carrière
Čater maakte zijn wereldbekerdebuut in maart 2013 in Kranjska Gora. In januari 2014 scoorde hij in Wengen zijn eerste wereldbekerpunt. Op de wereldkampioenschappen alpineskiën 2015 in Beaver Creek eindigde de Sloveen als twintigste op de supercombinatie, als 25e op de afdaling en als 29e op de Super G. In januari 2017 behaalde Čater in Wengen zijn eerste toptienklassering in een wereldbekerwedstrijd. In Sankt Moritz nam hij deel aan de wereldkampioenschappen alpineskiën 2017. Op dit toernooi eindigde hij als dertiende op de supercombinatie en als zeventiende op de Super G. Tijdens de Olympische Winterspelen van 2018 in Pyeongchang eindigde de Sloveen als negentiende op de afdaling.
Op de wereldkampioenschappen alpineskiën 2019 in Åre eindigde Čater als dertiende op de Super G. Op 13 december 2020 boekte hij in Val d'Isère zijn eerste wereldbekerzege.

## Resultaten

### Olympische Spelen
| Jaar | Plaats      | Resultaten                                                      |
| ---- | ----------- | --------------------------------------------------------------- |
| 2018 | Pyeongchang | 19e Afdaling DNF Alpine combinatie DNF Super G DNF Reuzenslalom |

### Wereldkampioenschappen
| Jaar | Plaats             | Resultaten                                        |
| ---- | ------------------ | ------------------------------------------------- |
| 2015 | Beaver Creek       | 20e Supercombinatie 25e Afdaling 29e Super G      |
| 2017 | Sankt Moritz       | 13e Supercombinatie 17e Super G DNF1 Reuzenslalom |
| 2019 | Åre                | 13e Super G                                       |
| 2021 | Cortina d'Ampezzo  | 25e Super G DNF2 Alpine combinatie                |
| 2023 | Courchevel-Méribel | 35e Afdaling DNF Super G DNF2 Alpine combinatie   |
| 2025 | Saalbach           | 12e Landenwedstrijd 34e Afdaling DNF Super G      |

### Wereldbeker
Eindklasseringen
| Seizoen   | Algm | AD  | SG  | SC  |
| --------- | ---- | --- | --- | --- |
| 2013/2014 | 145e | 55e | -   | 40e |
| 2014/2015 | 137e | -   | -   | 30e |
| 2015/2016 | 112e | -   | 39e | 36e |
| 2016/2017 | 67e  | 46e | 26e | 12e |
| 2017/2018 | 52e  | 24e | 29e | 13e |
| 2018/2019 | 66e  | 27e | 33e | 20e |
| 2019/2020 | 75e  | 50e | 36e | 14e |
| 2020/2021 | 65e  | 17e | 49e |     |
| 2021/2022 | 60e  | 23e | 34e |     |
| 2022/2023 | 80e  | 42e | 41e |     |
| 2023/2024 | 137e | 55e | 54e |     |
| 2024/2025 | 91e  | 29e | 57e |     |

Wereldbekerzeges
| Datum            | Plaats      | Onderdeel |
| ---------------- | ----------- | --------- |
| 13 december 2020 | Val d'Isère | Afdaling  |